# Varieté

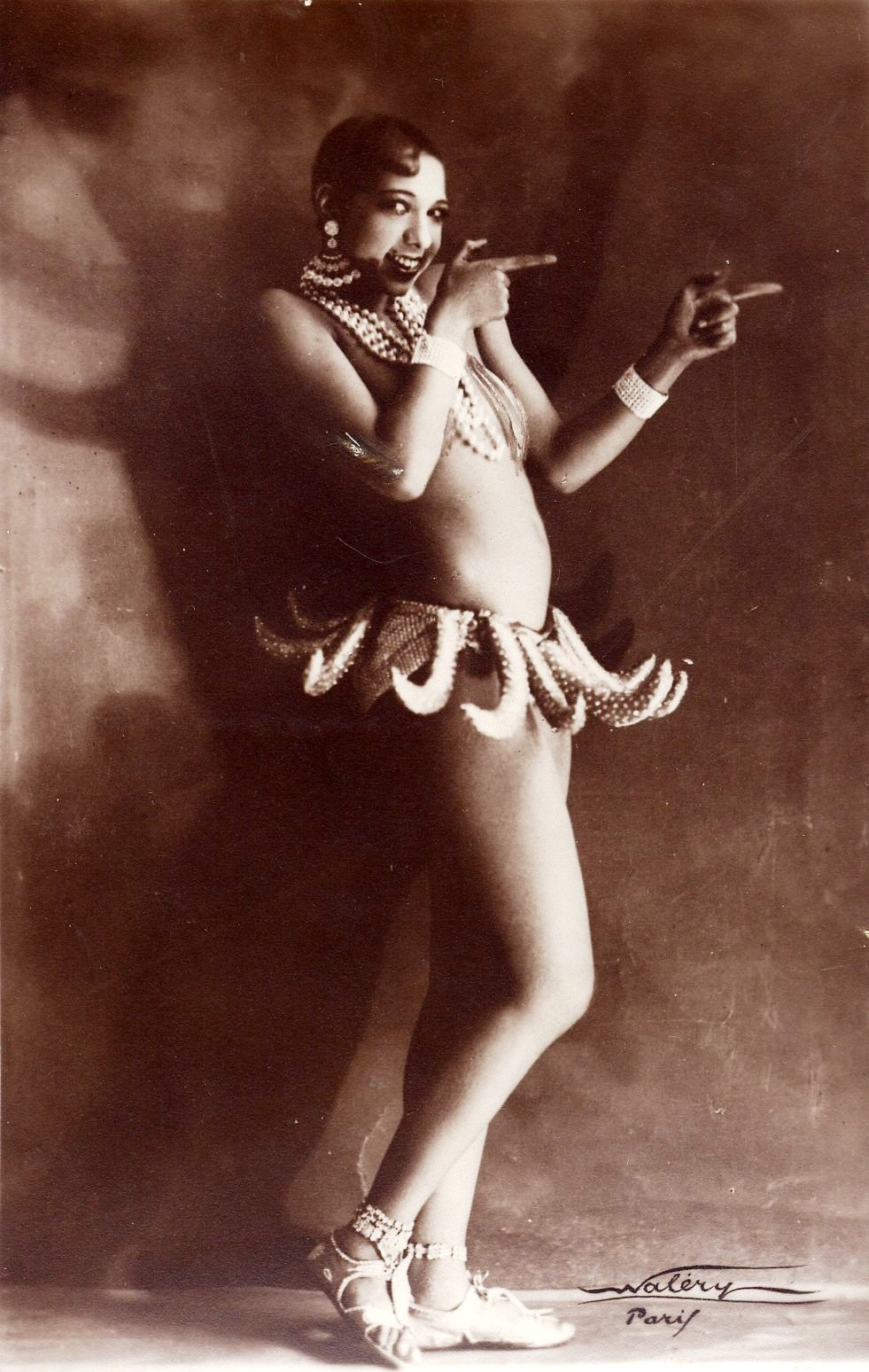
Joséphine Bakers banandans utfördes på mellankrigstidens revy- och varietéföreställningar, bland annat i Paris.

Varieté (franska: variété, 'varieté', 'blandning') är ett scenframträdande med blandad underhållning. Den kan omfatta trolleri, knivkastning, jonglering, akrobatik, utbrytarkonst och liknande scenkonster. Ordet används ibland som benämning på scenbaserad cirkusunderhållning, samt för cirkusföreställningar som saknar dressyrakter. Varieté har förekommit både på fasta etablissemang och på marknader. Varietén utmärks, till skillnad från revyn, av att föreställningens inslag är löst sammanfogade utan någon sammanhängande historia.

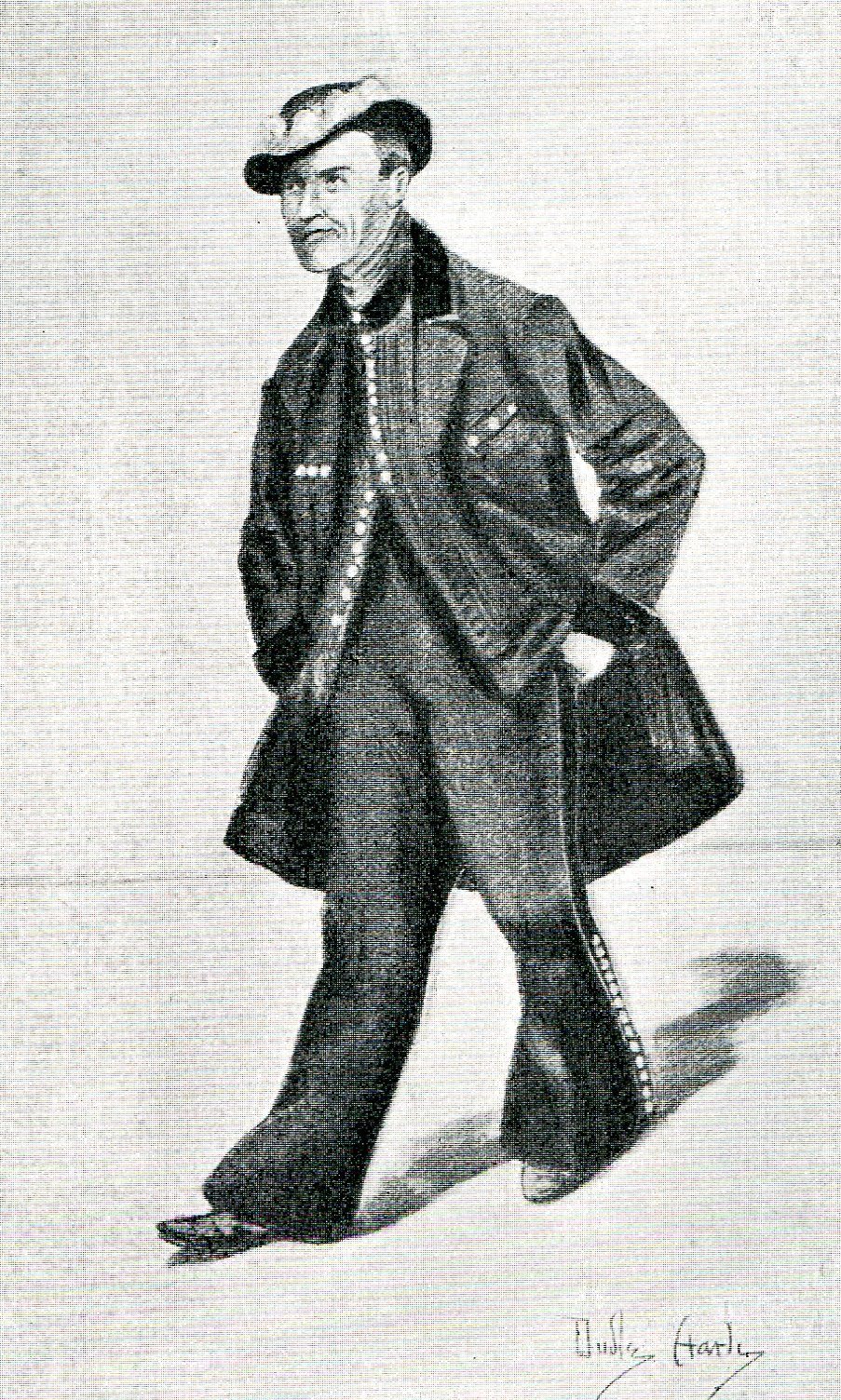
Engelske varietékomikern Albert Chevalier i sin utstyrsel som grönsakshandlande på gator och torg.

## Historik
Varietén uppstod på 1800-talet efter fransk modell, som blandad underhållningsform på schweizerier. Efter en motion av P.P. Waldenström 1896 förbjöds alkoholservering vid varietéföreställningar i och med det så kallade varietéförbudet. Detta ledde till att varietén miste popularitet till förmån för revyn. Förbudet upphävdes 1955.
Varietéföreställningar av olika slag har varit vanliga på svenska marknader. En "Kiviks marknad" har, kanske mest på grund av Kiviks rikskända varietéunderhållning, blivit ett begrepp närmast liktydigt med "publikfriande spektakel".
Etablissemang och artister som varit verksamma inom varietékonsten inkluderar bland annat:
- Alhambrateatern
- Berns salonger
- Chinateatern
- Mosebacke
- Sveasalen
- Anna Hofman-Uddgren
- Sigge Wulff
- Harry Harries
- Harry Houdini
- Joséphine Baker
- Charlie Chaplin

## Music Hall
Music Hall är en närbesläktad brittisk tradition. Där uppstod Music Hall 1843 genom en lag som förbjöd alkoholservering i samband med teaterföreställningar men tillät den i samband med lättare musikalisk underhållning. Den första kända Music Hall-lokalen var Canterbury Music Hall som öppnades 1852 av värdshusvärden Charles Morton. Music Hall hade sin storhetstid 1890-1914.

## Varietéer idag
Marknadsvarietén för idag har en tynande tillvaro, i dagens mediesamhälle. Delar av varietén lever dock vidare, bland annat som nycirkus. Här är några exempel på idag verksamma varietéartister och -etablissemang.
- Sverige
  - Vazir Varieté 1992-
  - Arbisteatern
  - Carl-Einar Häckners Varieté
  - Max Magiska Cirkusvarieté [källa behövs]
  - Varieté Vauduvill

- Tyskland:
  - Roncalli's Apollo-Varieté [källa behövs]
  - Chamäleon [källa behövs]
  - Wintergarten [källa behövs]